# Limnophila (Limnophila) chinggiskhani
Limnophila (Limnophila) chinggiskhani is een tweevleugelige uit de familie steltmuggen (Limoniidae). De soort komt voor in het Palearctisch gebied.